# بوآز یاکین
بوآز یاکین (به انگلیسی: Boaz Yakin) (متولد ۲۰ ژوئن ۱۹۶۶) فیلم‌نامه‌نویس و کارگردان یهودی آمریکایی است که به ساخت فیلم‌هایی مجازاتگر (فیلم‌نامه‌نویس) و شاهزاده ایرانی: شن‌های زمان (فیلنامه‌نویس) مشهور است.

## زندگی شخصی
یاکین در شهر نیویورک متولد شد. پدر و مادر او هر دو متولد اسرائیل هستند، خانواده پدرش از نژاد یهودی سفاردی (مصری-یهودی) و خانواده مادرش از نژاد یهودی اشکنازی (لهستانی-یهودی) هستند. او در دبیرستان علوم برانکس تحصیل کرد، جایی که در سال ۱۹۸۳ با بازیگر جان کرایر همکلاسی بود. او در کالج شهر نیویورک و سپس در دانشگاه نیویورک در رشته فیلمسازی تحصیل کرد و اولین قرارداد خود را برای فیلمنامه در ۱۹ سالگی انجام داد.
یاکین با آلما هارئل کارگردان موزیک ویدیوی اسرائیلی ازدواج کرد. این زوج در سال ۲۰۱۲ طلاق گرفتند.

## فیلم‌شناسی
- مجازاتگر (۱۹۸۹) - نویسنده
- تازه‌وارد (۱۹۹۰) - نویسنده
- تازه (۱۹۹۴) - کارگردان و نویسنده
- از گرگ‌ومیش تا سحر ۲ (۱۹۹۹) - نویسنده
- تایتنز را به یاد آور (۲۰۰۰) - فقط کارگردان
- ۲۰۰۱ دیوانه (۲۰۰۱) فقط تهیه‌کننده
- دختران بالاشهری (۲۰۰۳) - فقط کارگردان
- رقص کثیف ۲ (۲۰۰۴) - فقط نویسنده
- مرگ به خاطر عشق (۲۰۰۸) - کارگردان، نویسنده و تهیه‌کننده
- شاهزاده ایران: شن‌های زمان (۲۰۱۰) - نویسنده
- گاوصندوق یا امن (۲۰۱۲) - کارگردان و نویسنده
- اکنون مرا می‌بینی (۲۰۱۳) - نویسنده و مدیر تولید
- مکس (۲۰۱۵) - کارگردان، نویسنده و مدیر تولید
- مدرسه شبانه‌روزی (۲۰۱۸) - کارگردان و نویسنده
- آویوا (۲۰۲۰) - کارگردان، نویسنده و تهیه‌کننده
- هرچه قوی‌تر، سخت‌تر زمین‌می‌خوری (۲۰۲۱) - نویسنده